# 负反馈放大器

图1：理想的负反馈模式

负反馈放大器（英語：negative feedback amplifier）是一种将输出信号按比例反馈回输入信号，从而达到控制的放大器。通过引入负反馈，放大器的性能，例如增益的稳定性、线性、频率响应、阶跃响应等，可以得到改善。此外，制造过程以及使用环境所造成的器件参数偏差对放大器性能的影响，可以通过引入负反馈缓解。由于以上优点，负反馈放大器在许多放大电路以及控制系统中有着广泛的应用。
一个负反馈放大器具有负反馈模式的三个基本元素（如图1）：一个开环增益为AOL的放大器、一个系数为β < 1的负反馈网络以及一个加减运算电路。上述三个元素只有放大器本身是必须的，在某些情况中，另外两个元素可能被省略。例如，在电压跟随器中，反馈网络以及求和电路并不必需。

## 概述
普遍地说，所有的电子设备都提供了一定的功率增益（例如真空管、双极性晶体管和场效应管），然而它们实际上大多属于非线性器件。负反馈可以通过降低增益来改善器件的线性。如果放大器没有正确地设计为负反馈，那么放大器的工作会变得不稳定，其产生的结果是一些不希望看到的行为，例如振荡。可以利用贝尔实验室的哈里·奈奎斯（Harry Nyquist）研究出的奈奎斯特稳定判据来研究反馈放大器的稳定性。
反馈放大器具有以下特点：
优点：
- 能根据需要增加或减少输入阻抗（根据反馈形式）
- 能根据需要增加或减少输出阻抗（根据反馈形式）
- 降低信号失真（增加线性）
- 展宽频带
- 使增益对参数扰动的灵敏度降低
- 能够控制放大器的阶跃响应

缺点：
- 如果设计不周，可能会导致工作不稳定
- 放大器的实际增益降低
- 接入反馈的放大器（也称闭环放大器）的输入、输出阻抗与未接入反馈的放大器（也称开环放大器）的增益有关。

## 历史
负反馈放大器是由哈罗德·史蒂芬·布莱克（Harold Stephen Black）在他1927年8月2日前往贝尔实验室途中发明的。布莱克当时正在努力研究降低电话通信中中继放大器信号失真的解决办法。当时，布莱克在他购买的《纽约时报》的一处空白记录下了他的灵感，即一个类似图1的框图，以及一些推导的方程。他随后在1928年8月8日向美国专利局提交了他的发明，之后耗费了8年时间才正式发表了这一专利。后来，布莱克写到：“导致如此严重的时间延迟的原因之一是这一概念与专利局的固有思维太过违背，以至于他们最初认为这套系统根本不可能工作。”

## 经典反馈

### 降低增益
在下面的叙述中，接入反馈网络的放大器的闭环增益（closed-loop gain）Afb由放大器的开环增益（open-loop gain）AOL以及反馈系数β（决定输出量以何种比例反馈到输入端）共同决定。如图1，开环增益AOL大多数情况下是频率和电压的函数；反馈系数β由引入放大器的反馈网络形式决定。对于一个运算放大器，可以利用两个电阻构成分压器来为反馈网络设置介于0与1之间的反馈系数。也可以引入电容器和电感元件等具有特殊响应特性的元件来修改反馈网络的特性，使其来实现调频或者产生震荡特殊功能能够。引入反馈之后，电压放大器的增益可以由下面的过程推导。
当没有引入反馈时，输入电压V'in直接接在放大器的输入端，相应的输出电压是
{\displaystyle V_{out}=A_{OL}\cdot V'_{in}}
现在假设接入一个反馈系数为β的反馈电路，那么，输出电压与输入电压与反馈电压的差值直接相关。这个差值作为接在放大器输入端的“输入电压”
{\displaystyle V'_{in}=V_{in}-\beta \cdot V_{out}}
将它代入第一个式中替换V'in，则
{\displaystyle V_{out}=A_{OL}(V_{in}-\beta \cdot V_{out})}
整理得
{\displaystyle V_{out}(1+\beta \cdot A_{OL})=V_{in}\cdot A_{OL}}
这样，反馈放大器的闭环增益Afb可以表达为
{\displaystyle A_{\mathrm {fb} }={\frac {V_{\mathrm {out} }}{V_{\mathrm {in} }}}={\frac {A_{OL}}{1+\beta \cdot A_{OL}}}}
如果AOL >> 1，那么Afb ≈ 1 / β，并且等效的放大倍数（闭环增益）Afb，则可以通过改变反馈系数β来设置，由此改变反馈网络的性能（这样的反馈系统通常可以方便地设置），提高放大的线性以及稳定性。同时需要注意的是，如果β AOL = −1，则放大器的实际增益为无穷大，这样放大器将产生振荡，系统将变得不稳定。二者的乘积可以在奈奎斯特图中显示整个反馈网络的稳定性（也可以利用更为简单的波德图进行分析）。
L = β AOL在反馈分析中十分常见，有时也被称作是环路增益（loop gain）。(1 + β AOL)在分析中也较为常见，被称为倒灵敏度因数（desensitivity factor）或改善因数（improvement factor）。

### 展宽频带

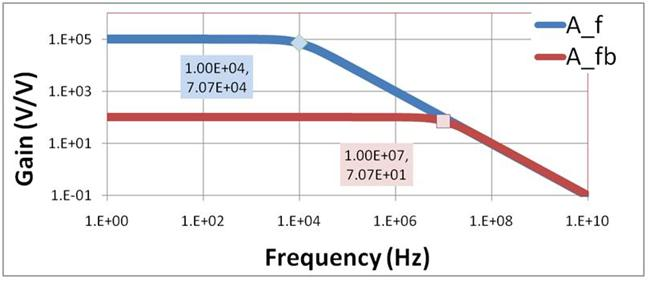
图2：具有反馈和不具有反馈的单级放大器的增益-频率曲线；截止频率在图中被标识出。

反馈网络也可以被用来展宽放大器的频带，但是增益相应地必须减少。图2展示了上述的这一点，可以通过下面的方式理解此曲线图：当没有介入反馈网络，开环增益中只含有一个频率响应时间常数
{\displaystyle A_{OL}(f)={\frac {A_{0}}{1+jf/f_{C}}}\ ,}
这里，fC为放大器的截止频率。在这一例子中，fC = 104赫兹，零位频率时的增益为A0 = 105。上图显示了截止频率左侧，增益基本维持不变，不过当频率大于截止频率，增益会下降。当反馈网络被引入，则闭环增益的计算公式为
{\displaystyle A_{fb}(f)={\frac {A_{OL}}{1+\beta A_{OL}}}}
{\displaystyle ={\frac {A_{0}/(1+jf/f_{C})}{1+\beta A_{0}/(1+jf/f_{C})}}}
{\displaystyle ={\frac {A_{0}}{1+jf/f_{C}+\beta A_{0}}}}
{\displaystyle ={\frac {A_{0}}{(1+\beta A_{0})\left(1+j{\frac {f}{(1+\beta A_{0})f_{C}}}\right)}}\ .}
上面最后一式表示，反馈放大器仍然具有单一时间常数的行为方式，但是截止频率通过乘以(1 + β A0)得到了扩展，不过零位频率处的增益几乎以相同的倍数减少。这一特性被称作是增益带交换（gain-bandwidth tradeoff）。增益和带宽总是此消彼长。在图2中，(1 + β A0) = 103，因此Afb(0) = 105 / 103 = 100 V/V，fC增加到104×103 = 107赫兹。
当放大器的开环增益具有多个极点，而非上述例子中所示的单极点，则引入反馈可以得到复极点（complex poles，具有实部和虚部两部分）。在双极点的情况中，反馈放大器在其截止频率附近得到其最佳的频率响应，且在阶跃响应中会发生信号过冲。当有多个极点时，反馈放大器会变得不稳定，并产生振荡。对于复杂情况较为详细的讨论，可以参阅相关专业的文献。

## 信号流分析
上述的說明有一個理想化的處理，就是将网络分割成两个独立的模块（即拥有各自独立确定的传递函数），這是“电路划分”的一個例子，在此情况下就是指划分为一个正向放大模块和一个反馈模块。在实际的放大器中，信息流不是像这里展示的如此单向化。通常这些模块會视为二端口网络，考慮双向的信息传递。然而，把放大器转换成这种形式並不容易，尤其是当涉及到的反馈并不是全局的（即直接从输出到输入）而是局部的（即反馈网络内涉及输入或输出端子以外的节点）。

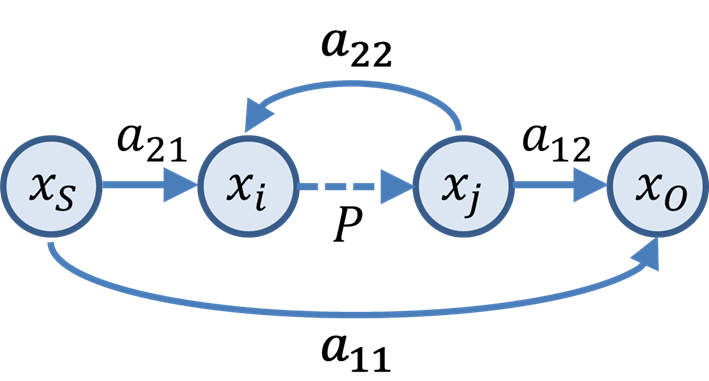
以关于两个内部变量x_{j}=Px_{i}的控制变量P为基础的负反馈放大电路的一种可能的信号流图。据D.Amico et al.绘图

在这些更一般的情况下，放大器的分析更为直接，不用像图中划分成模块，而是使用基于信号流分析的分析，如回归比法以及漸近增益模型。Choma对信号流的方法评论道：
"In contrast to block diagram and two-port approaches to the feedback network analysis problem, signal flow methods mandate no a priori assumptions as to the unilateral or bilateral properties of the open loop and feedback subcircuits. Moreover, they are not predicated on mutually independent open loop and feedback subcircuit transfer functions, and they do not require that feedback be implemented only globally. Indeed signal flow techniques do not even require explicit identification of the open loop and feedback subcircuits. Signal flow thus removes the detriments pervasive of conventional feedback network analyses but additionally, it proves to be computationally efficient as well."
采用此建议，根据D'Amico et al.作出一个负反馈放大器的信号流图。根据这些作者的用法，记号如下：
"变量xS, xO表示输入和输出信号，此外准确示出了，其他两个变量xi, xj通过控制变量P联系起来。变量aij为权重分支。变量xi, xj和控制变量P模拟了一个受控的发电机，或者说是电路两个结点间电压和电流的关系。
右图中，记  a11为控制变量P置零后输入和输出的传递函数；a12为输入源xS指令后输出和受控变量xj之间的传递函数；a21表示受控变量xj置零（即控制参数P置零）后源变量和内部变量之间的传递函数；a22给出控制变量P和输入变量xS均置零后独立内部变量和受控内部变量的关系。"
运用此图，这些作者推导出用控制变量P表示的一般性的增益表达式，定义了受控源关系xj=P xi:
{\displaystyle x_{O}=a_{11}x_{S}+a_{12}x_{j}\ ,}
{\displaystyle x_{i}=a_{21}x_{S}+a_{22}x_{j}\ ,}
和
{\displaystyle x_{j}=Px_{i}\ .}
结合这些结果，增益就为：
{\displaystyle {\frac {x_{O}}{x_{S}}}=a_{11}+{\frac {a_{12}a_{21}P}{1-Pa_{22}}}\ .}
运用这个公式，需要找出特定放大电路的关键受控源。例如，P可以是如D'Amico et al.中特定情形的一个二端口网络的控制变量。再举一个不同的例子，如果令a12=a12=1, P=A, a22= –β（负反馈）以及a11=0（无正反馈），我们重新得到了简单的两个单向模块的结果。

## 用二端口网络分析反馈

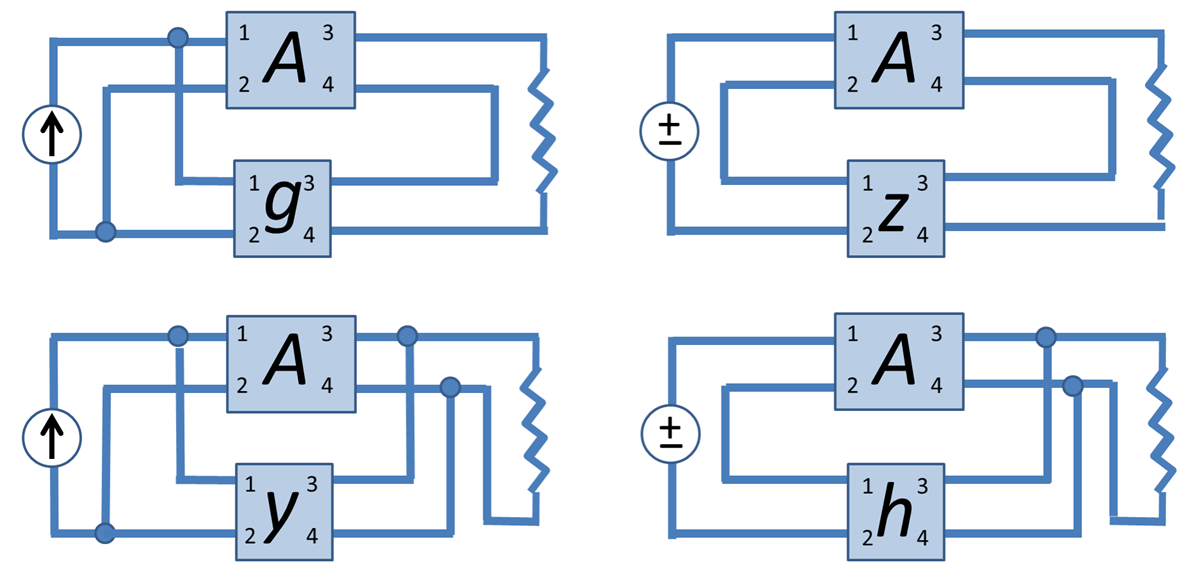
用二端口分析负反馈放大器的各种拓扑结构。左上：电流放大器；右上：互导；左下：互阻；右下：电压放大器。

尽管信号流分析一节中提到的一些信号流分析的形式是处理负反馈放大器最一般的形式，表示成两个二端口却是教科书中最常见的方法，并在这里给出。它保持了放大器的两模块的电路分割，但允许双向的模块。此方法的一些缺陷将在结尾处阐述。
放大器使用电压或者电流作为其输入信号以及输出信号，因此总共有4种反馈接法。所有接法都是利用最简单的开环放大器引入反馈网络。不同的接法的设计目标有所不同，其类型不一定与开环放大器的类型相同。例如，一个运算放大器（电压放大）可以通过其他的接法来充当电流放大的功能。
任何类型的负反馈放大器都可使用二端口网络的组合来实现。有四种二端口网络，如何选择取决于反馈的类型，图中展示了这4种不同的连接拓扑结构。这些接法通常称为串联接法或并联接法。图中左面一栏是并联输入；右面一栏是串联输入。上面一行是串联输出；下面一行是并联输出。连接和双端口的各种组合见下表。
| 反馈放大器类型 | 输入连接 | 输出连接 | 理想反馈网络 | 两端口反馈 |
| -------------- | -------- | -------- | ------------ | ---------- |
| 电流           | 并联     | 串联     | CCCS         | g参数      |
| 互阻           | 并联     | 并联     | CCVS         | y参数      |
| 互導           | 串联     | 串联     | VCCS         | z参数      |
| 电压           | 串联     | 并联     | VCVS         | h参数      |

比如，对于一个电流反馈放大器，输出电流被取样，并与输入电流合并。于是，理想情况下的反馈是使用（输出）电流控制电流源（CCCS）工作的，使用二端口网络的不完美实现也必须包含一个CCCS，也就是说，反馈网络应当选择g参数二端口网络。这里使用渐进增益模型一文中处理的电路来给出大多数教材中使用的两端口的方法。

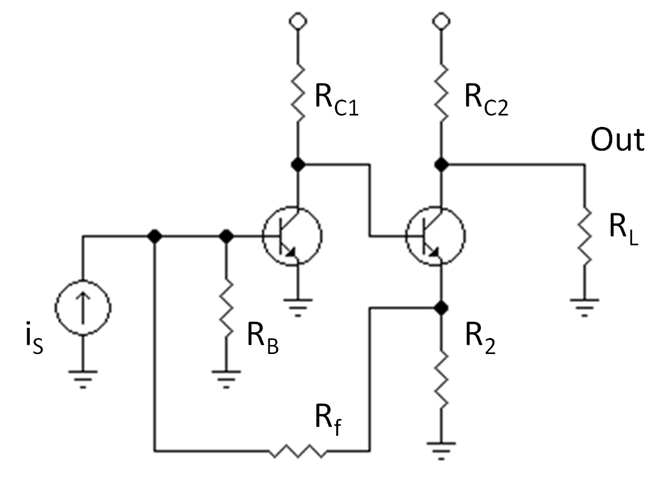
图3：电流并联反馈放大器

图3中双晶体放大器的有一反馈电阻Rf。分析此电路的目的是求三个项目：增益、从负载端看过去的输出阻抗、以及从输入源看过去的输入阻抗。

### 用二端口替代反馈网络
第一步是用二端口来替代反馈网络。那么哪些部分要用二端口替代呢？
在二端口的输入端有Rf。如果Rf右侧的电压变化，就会改变Rf内的电流，这个电流要从流入晶体管基极的电流中减掉。也就是说，二端口的输入端是一个由电阻R2上端的电压控制的受控电流源。
有人可能会说，放大器的第二级只是一个电压跟随器，将输入晶体管集电极上的电压传递到R2的上端。也就是说检测到的输出端的信号就是输入晶体管的集电极电压。这一观点是合理的，但是电压跟随器一级成为了反馈网络的一部分，从而使得分析反馈更加复杂了。

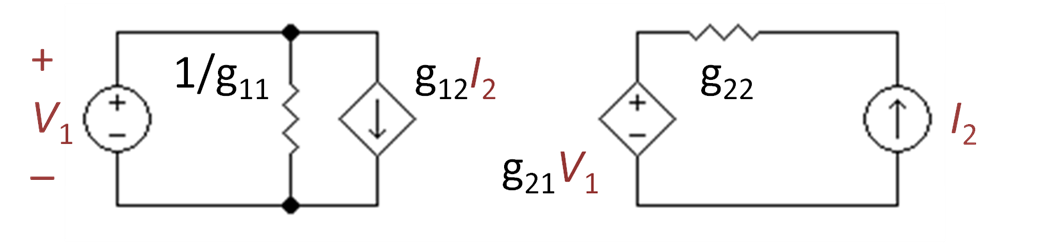
图4：g参数反馈网络

另一种观点是，R2上端的电压是由输出晶体管的发射极电流所确定的。这种观点产生了一种由R2与Rf组成的完全无源的反馈网络。因为反馈的控制变量是发射级电流，所以反馈是电流控制的电流源（CCCS）。如图4所示，我们在4种二端口网络中进行寻找，发现只有一个有CCCS是g参数的二端口。下一个任务是是选出g参数，使得图四中的二端口与R2和Rf组成的L型部分是等效的。这个选择是一个大多仅需要观察两种分立情况的代数过程：一种是在V1 = 0的情况下，使得二端口右侧的VCVS短路；另一种是在I2 = 0的情况下，使得左侧的CCCS开路。这两种情况下的代数计算比较简单，比立刻解出所有变量容易的多。g参数的选取可以使得二端口与L型部分的作用方式相同，如下表格所示：

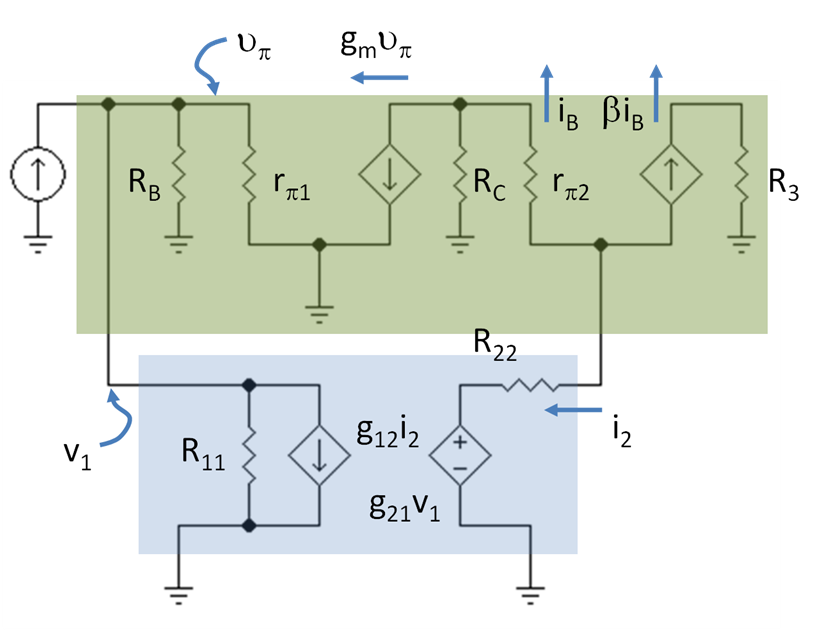
图5：用二端口作为反馈网络的小信号电路；上面的阴影框：主放大器；下面的阴影框：反馈二端口替代的R_{f}和R_{2}组成的L型部分。

| g11                                      | g12                                           | g21                                          | g22                            |
| ---------------------------------------- | --------------------------------------------- | -------------------------------------------- | ------------------------------ |
| {\displaystyle {\frac {1}{R_{f}+R_{2}}}} | {\displaystyle -{\frac {R_{2}}{R_{2}+R_{f}}}} | {\displaystyle {\frac {R_{2}}{R_{2}+R_{f}}}} | {\displaystyle R_{2}//R_{f}\ } |

### 小信号电路
下一步就是用晶体管的混合π模型在原来位置画出这个放大器的小信号示意图。图5示意图中的符号R3 = RC2 // RL而R11 = 1 / g11，R22 = g22。

### 有负载的开环增益
图3显示的是输出结点，而不是输出变量的选取。可以选取将放大器的短路输出电流（产生短路电流增益）。因为这个变量能很容易导出其他选取（例如，负载电压或负载电流）的结果。下面就来求解短路电流增益。
首先求出有负载的开环增益。可通过令g12 = g21 = 0切断反馈。这样做是为了找到在反馈关闭时，由于电阻在反馈网络中而造成的放大器的增益的改变量。因为R11, RB，和rπ1都是并联的，并且v1 = vπ，所以计算是相当容易的。令R1 = R11 // RB // rπ1。此外，i2 = -(β+1)iB。开环电流增益AOL即为：
{\displaystyle A_{OL}={\frac {\beta i_{B}}{i_{S}}}=g_{m}R_{C}\left({\frac {\beta }{\beta +1}}\right)\left({\frac {R_{1}}{R_{22}+{\frac {r_{\pi 2}+R_{C}}{\beta +1}}}}\right)\ .}

### 反馈增益
在研究反馈的经典方法中，VCVS代表的前馈（即g21 v1）被忽略。这使得图5中的电路与图1中的框图类似，得到反馈增益如下：
{\displaystyle A_{FB}={\frac {A_{OL}}{1+{\beta }_{FB}A_{OL}}}}
{\displaystyle A_{FB}={\frac {A_{OL}}{1+{\frac {R_{2}}{R_{2}+R_{f}}}A_{OL}}}\ ,}
在反馈中，系数βFB = −g12。引入符号βFB来标记反馈系数，以区别于晶体管β系数。

### 输入和输出电阻

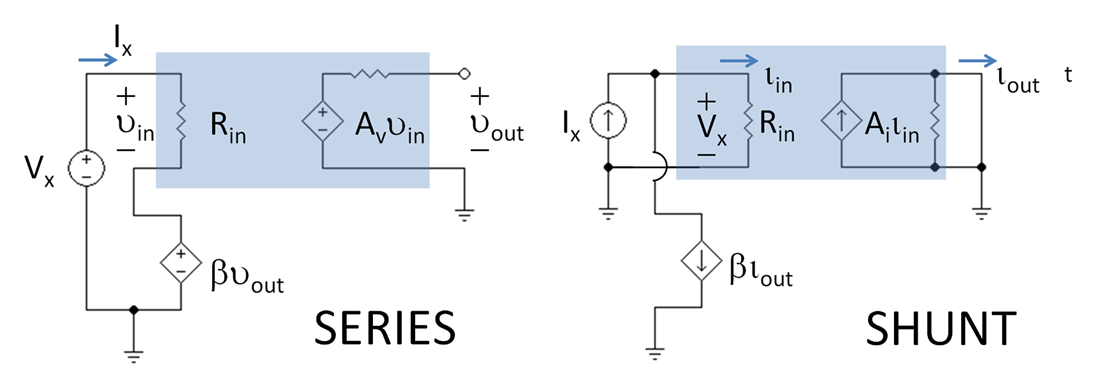
图6：Circuit set-up for finding feedback amplifier input resistance

反馈用来更好地匹配信号源与负载。例如，一种直接耦合电压源与电阻性负载可能会由于分压导致信号缺损，但是插入一个负反馈放大器能够增强由源可见的表
面负载，并减少表面驱动阻抗的负载，避免由于电压分压大而导致的信号衰减。这种优势并不局限于电压放大器，并且类似的匹配改进可以应用在电流放大器，跨导放大器和跨阻放大器中。
为了解释这些反馈对阻抗的影响，首先对二端口理论与电阻定义的衔接进行补充说明，这样它在放大器中的应用就比较容易了。

#### 电阻定义的背景
图6显示了电压反馈放大器（左端）输入电阻等效电路，与电流反馈放大器（右端）等效电路。这些布局是密勒定理的典型运用。在电压放大器的情况下，反馈网络的输出电压  βVout是应用于串联并且与输入电压Vx极性相反，Vx是从环路上流经的（但是但相对于地面，极性相同）。因此，放大器的输入电阻Rin上有效降落的电压与流经的电流都减小，以致电路输入电阻增强（有人可能会说Rin明显增加）。它的新值可以通过应用密勒定理计算（电压）或电路的基本定律计算。因此基尔霍夫电压定律提供：
{\displaystyle V_{x}=I_{x}R_{in}+\beta v_{out}\ ,}
其中vout = Av vin = Av Ix Rin。
将上述方程的结果进行替代，求解含反馈放大器的输入电阻：
{\displaystyle R_{in}(fb)={\frac {V_{x}}{I_{x}}}=\left(1+\beta A_{v}\right)R_{in}\ .}